# Fort d'Agra
El fort d'Agra (en hindi: आगरा क़िला, en urdu: آگرہ قلعہ) és Patrimoni de la Humanitat de la UNESCO situat a Agra, Uttar Pradesh, a l'Índia. És a uns 2,5 km al nord-est del seu monument germà més famós, el Taj Mahal. El fort es podria descriure més acuradament com una ciutat emmurallada. És el fort més important de l'Índia. Els grans mogols Humayun, Akbar, Jahangir, Xa Jahan i Aurangzeb vivien aquí, i el país es governava des d'aquí. Contenia el tresor estatal més gran. Era visitat per ambaixadors estrangers, viatgers i dignataris.
Era originàriament un fort de maons, defensat pels sikarwar. S'esmentà per primera vegada el 1080, quan una força de gaznèvides el va capturar. Sikandar Lodi (1487-1517) va ser el primer soldà de Delhi que es va canviar a Agra i vivia al fort. Governava el país des d'aquí i Agra assumia la importància de la segona capital. Moria al fort el 1517 i el seu fill, Ibrahim Lodi, el va mantenir durant nou anys fins que fou derrotat i mort a Panipat el 1526. Durant el seu mandat, va ordenar construir diversos palaus, pous i una mesquita a dins del fort.
Després de Panipat, els mogols van prendre el fort i un important tresor -que incloïa un diamant que seria més tard conegut com el diamant de Koh-i-noor. Baber es quedà al fort al palau d'Ibrahim. Construí un baoli a dins. Humayun va ser coronat aquí el 1530. Humayun fou derrotat a Bilgram el 1540. Xer-Xah Surí va mantenir el fort durant cinc anys. Els mogols, finalment, van derrotar els afganesos a Panipat el 1556.
Adonant-se de la importància de la seva situació central, Akbar la va fer la seva capital i va arribar a Agra el 1558. El seu historiador, Abdul Fazal, deixà escrit que era un fort de maons conegut com a Badalgarh. Es trobava en una estat ruïnós i Akbar ordenà que es reconstruís amb gres vermell de l'àrea de Barauli al Rajasthan. Els arquitectes plantaren els fonaments i fou bastit amb maons en el nucli intern i amb gres en superfícies externes. Els constructors hi treballaren durant vuit anys, fins a completar-lo el 1573.
Fou només durant el regnat del net d'Akbar, Xa Jahan, que el lloc es trobava en el seu estat actual. La llegenda diu que Xa Jahan construí el bonic Taj Mahal per a la seva muller, Mumtaz Mahal. A diferència del seu avi, Xa Jahan tendia a fer construccions de marbre blanc, sovint incrustat amb or o gemmes semiprecioses. Destruí alguns dels edificis anteriors dins del fort per fer-ne el seu.
Al final de la seva vida, Xa Jahan fou empresonat pel seu fill, Aurangzeb, al fort. Corre el rumor que Xa Jahan va morir a Musamman Burj, una torre amb un balcó de marbre amb una vista del Taj Mahal.
El fort fou el lloc d'una batalla durant la rebel·lió índia de 1857, que provocà el final del govern de la Companyia Britànica de les Índies Orientals a l'Índia, i conduí a un segle de govern directe de l'Índia per la Gran Bretanya.

## Arquitectura

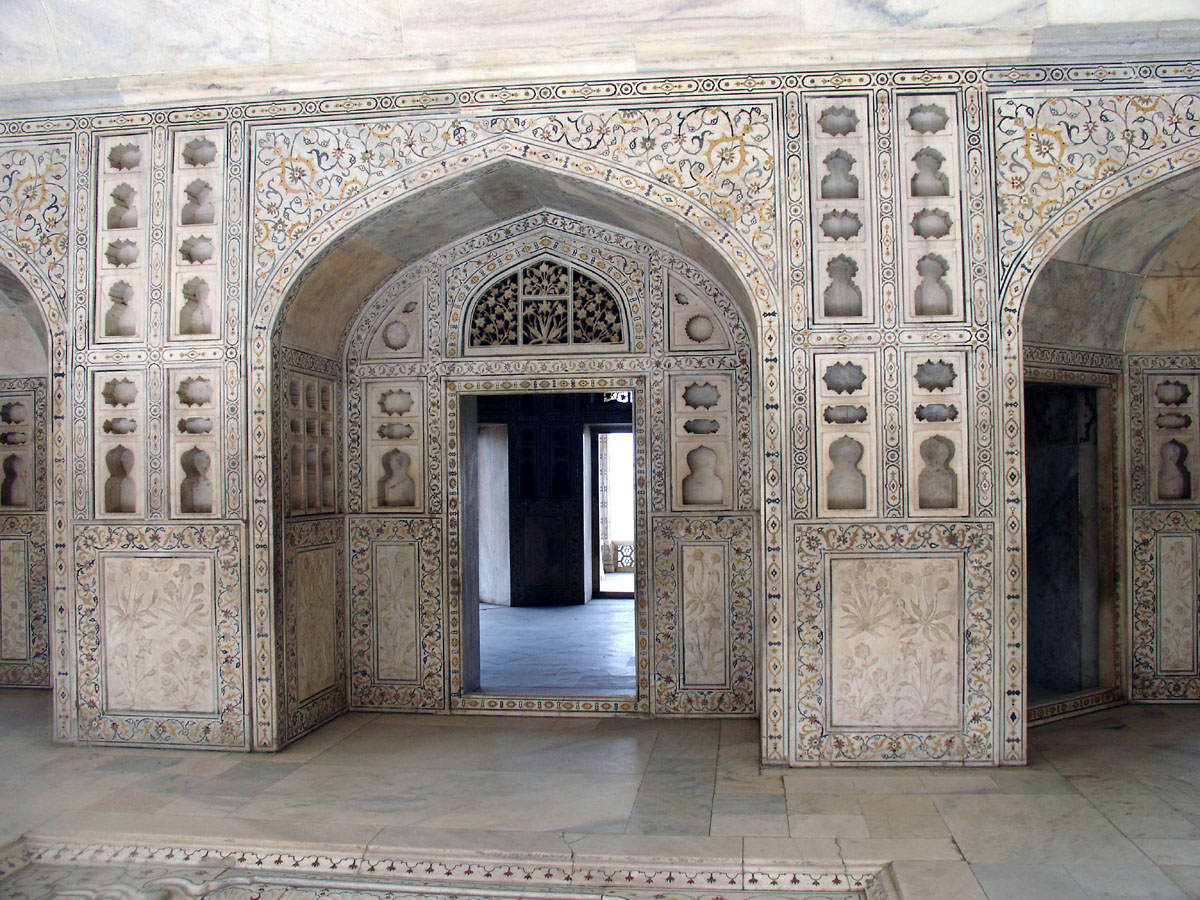
Dins del Musamman Burj, on Xa Jahan va passar els set darrers anys de la seva vida sota arrest domiciliari pel seu fill Aurangzeb

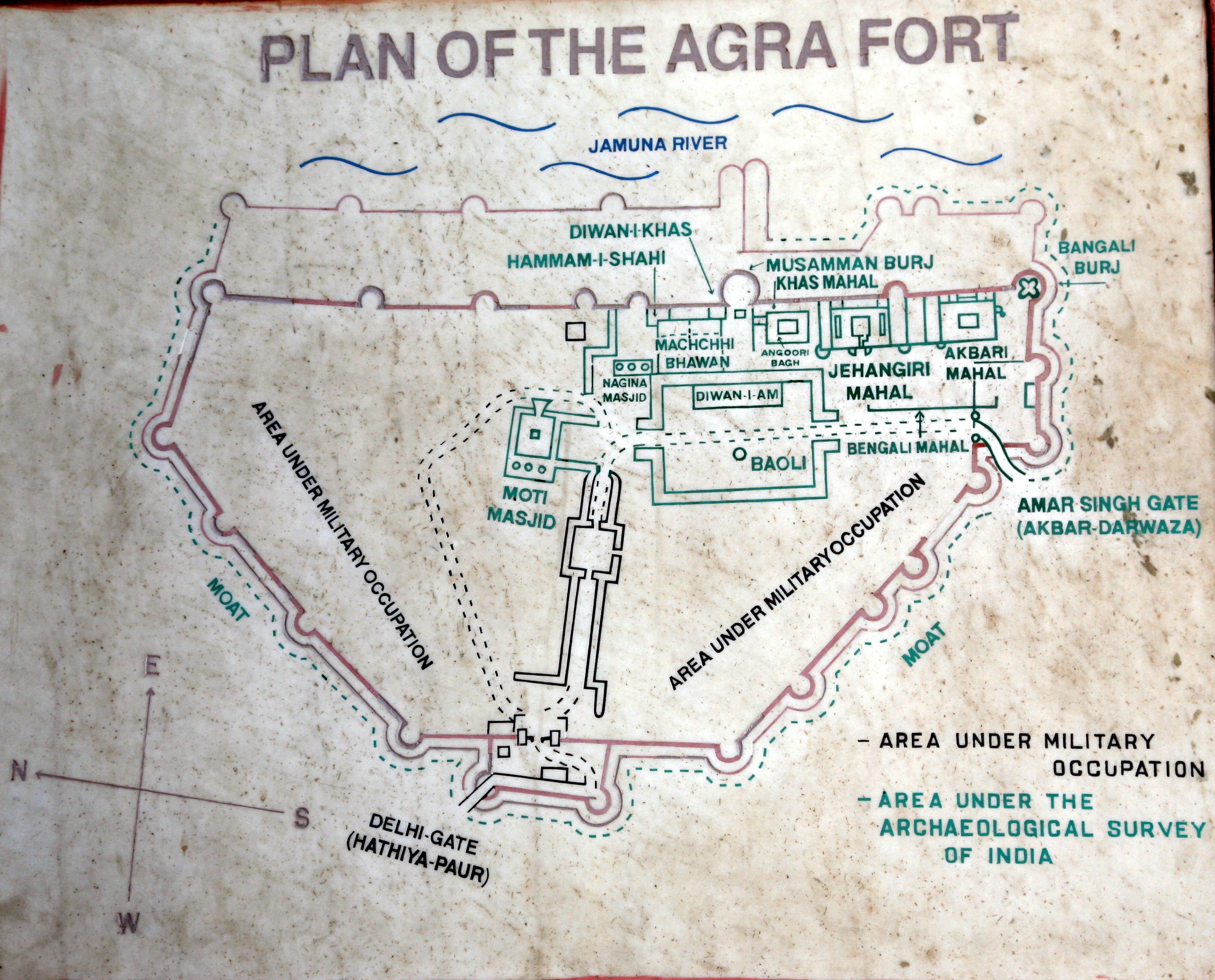
Mapa del fort

Els 380.000 m² del fort tenen un pla semicircular; transcorren paral·lels al riu i les seves parets fan setanta peus d'alçada. Les muralles dobles tenen bastions circulars massius a intervals, amb merlets, troneres, matacans i motllures. Es van fer quatre portes en els quatre costats, i una porta de Khizri que s'obria al riu.
Dues de les portes del fort són notables: la porta de Delhi i la porta Lahore. La porta Lahore és també popularment coneguda com la porta d'Amar Singh, per Amar Singh Rathore, un noble del Rathor Rajputs, clan originari de Kanauj.

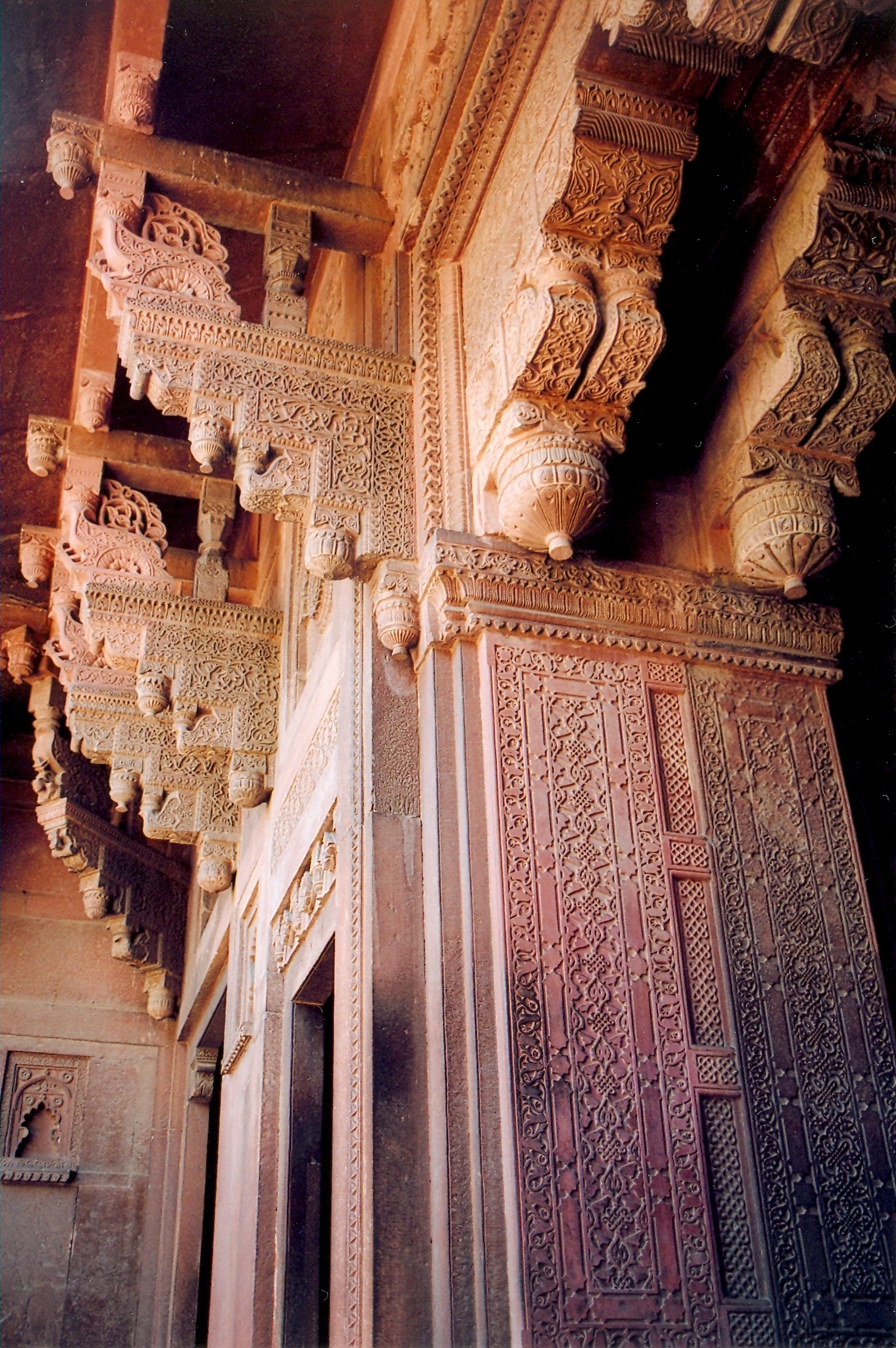
Columna decorada

La monumental porta Delhi, que mira a la ciutat en el costat occidental del fort, es considera la més gran de les quatre portes i una obra mestra del temps d'Akbar. Es va construir pels volts de 1568 tant per realçar la seguretat com per ser la porta formal del rei, i inclou trets relacionats amb els dos. S'embelleix amb el treball d'incrustacions en marbre blanc, prova de la riquesa i poder del grans mogols. S'utilitzava un pont llevadís de fusta per a creuar el fossat i arribar a la porta des de la terra ferma; a dins, una porta interior anomenada Hathi Pol ('porta dels Elefants') -vigilada per dos elefants de pedra de mida natural, amb els seus genets- afegia una altra capa de seguretat. El pont llevadís, la pujada lleugera, i un gir de 90 graus entre l'exterior i les portes interiors fan inexpugnable l'entrada. Durant un setge, els atacants usarien elefants per a aixafar les portes d'un fort. Però si no hi ha línia recta que els permeti d'agafar embranzida, un fet evitat per aquesta disposició particular, els elefants són ineficaços.
Donat que l'exèrcit de l'Índia (en concret, la brigada paracaigudista), encara està utilitzant la part nord del fort d'Agra, la porta de Delhi no pot ser utilitzada pel públic. Els turistes entren per la porta d'Amar Singh.
El lloc és molt important en termes d'història arquitectònica. Abul Fazal assenyalava que es van construir cinc-cents edificis, al fort, de bells dissenys de Bengala i Gujarat. Alguns van ser-ne demolits per Xa Jahan per fer lloc als seus palaus de marbre blancs. La majoria dels altres foren destruïts pels britànics entre 1803 i 1862 per tal d'alçar casernes. A penes trenta edificis Mughal han sobreviscut cap al costat sud-oriental, mirant al riu. D'aquests, la porta de Delhi i la porta Akbar i un palau -Bengalí Mahal- són representatius dels edificis Akbari.
L'Akbar Darwazza (porta d'Akbar) fou rebatejada porta d'Amar Singh pels britànics. La porta és similar en disseny a la porta de Delhi. Les dues estan construïdes amb gres vermell.
El Mahal Bengalí està construït amb gres vermell i ara està partit en Akbari Mahal i Jahangiri Mahal.
Algunes de la mescles històricament més interessants d'arquitectura hindú i arquitectura islàmica es troben aquí. De fet, algunes de les decoracions islàmiques presenten imatges haaram ('prohibides') d'éssers vius -dracs, elefants i ocells-, en comptes dels patrons habituals i cal·ligrafia vistes en la decoració de superfícies islàmiques.

## Llocs i estructures

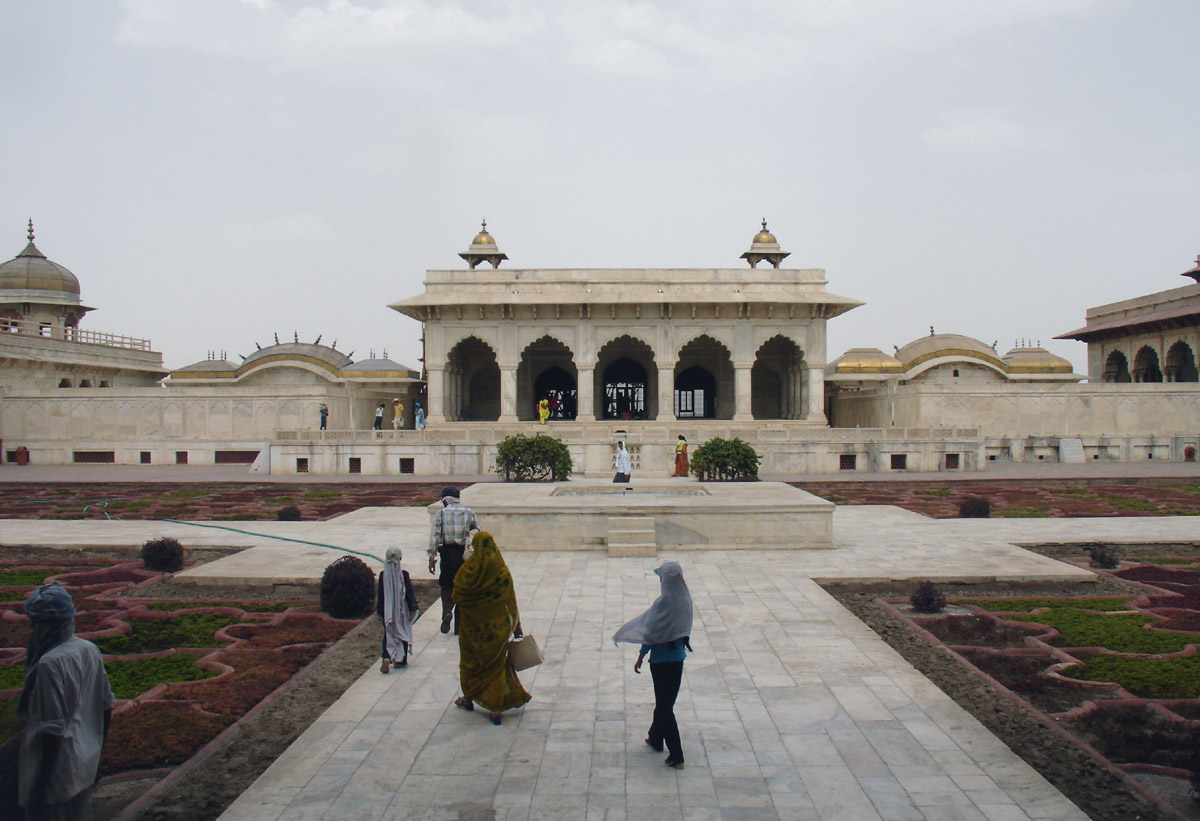
El Khas Mahal

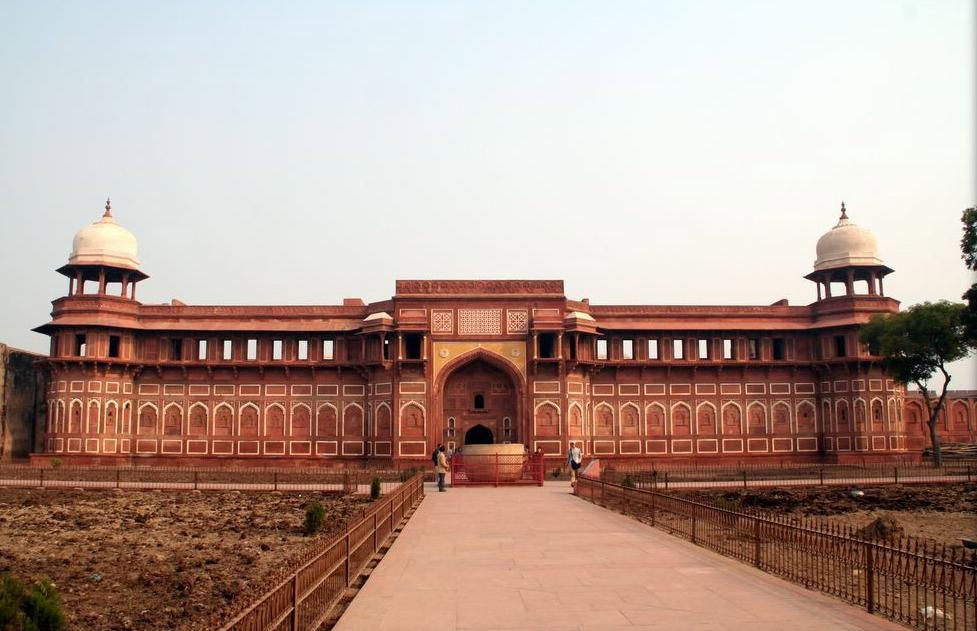
El Jahangiri Mahal

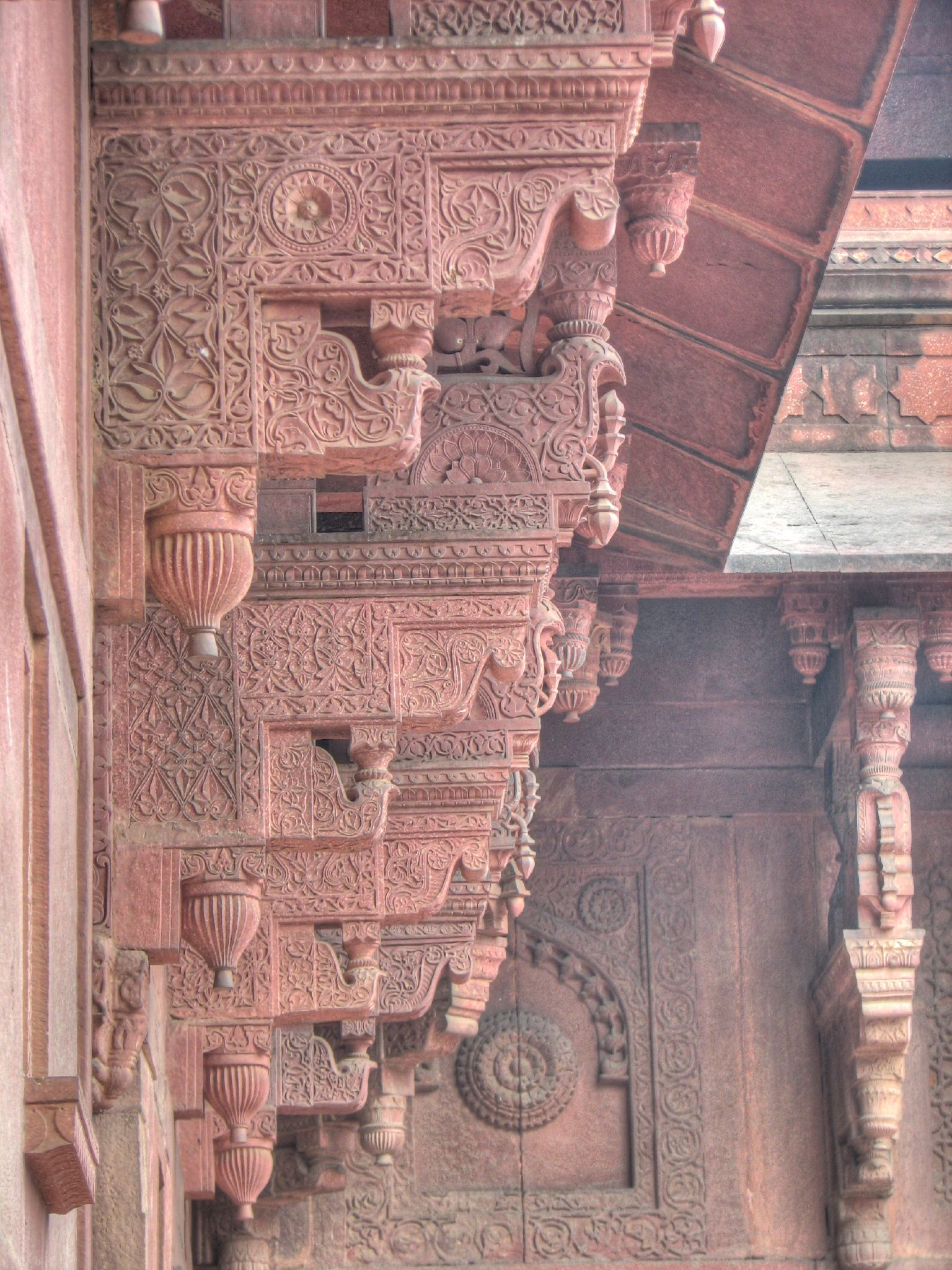
Columnes decorades

- Anguri Bagh ('El jardí del raïm'), una extensió equivalent a 85 illes de cases, amb jardins geomètricament arranjats.[1]
- Diwan-i-Am ('rebedor d'audiència pública'), s'usava per a parlar a la gent i escoltar els que tenien alguna petició, i un cop va hostatjar el tron del Paó.
- Diwan-i-Khas ('rebedor d'audiència privada'), era usat per rebre els reis i els alts dignataris; es caracteritzava pel tron negre de Jahangir.
- Pavellons Daurats, uns bells pavellons amb sostres a la manera dels sostres de les cabanes de Bengala.
- Jahangiri Mahal, construït per Akbar per al seu fill Jahangir.
- Khas Mahal, palau de marbre blanc: un dels millors exemples de pintura sobre marbre.
- Macchi Bhawan ('clos de peixos'), gran clos que feia les funcions d'harem. Un cop va tenir piscines i fonts.
- Mina Masjid ('mesquita celestial'), mesquita privada utilitzada per mujahara.
- Moti Masjid ('mesquita de la perla'), mesquita construïda per a ús dels membres de la cort reial.
- Musamman Burj, una torre gran, octagonal amb un balcó orientat al Taj Mahal.
- Takht-i-Jahangir, tron de Jahangir.
- Nagina Masjid ('mesquita de la gemma'), mesquita reservada per a les dones de la cort.
- Naubat Khana ('casa del timbal'), un lloc on tocaven els músics del rei.
- Rang Mahal, on vivien les mullers del rei i les seves amistançades.
- Xahi Burj, l'àrea de treball privada de Xa Jahan.
- Xa Jahani Mahal, primer intent de modificació del palau de gres vermell per part de Xa Jahan.
- Xeeix Mahal o Xix Mahal ('palau dels miralls'), vestidor reial caracteritzat per minúsculs miralls, decoracions en mosaic de vidre i tambors encastats en les parets.

- Zenana Mina Bazaar ('basar de les senyores'), a la dreta del balcó, on només dones comerciants podien vendre mercaderies.

## Cultura popular
El fort d'Agra va guanyar l'Aga Khan Award for Architecture. El servei postal indi va emetre un segell commemoratiu de l'esdeveniment. El fort d'Agra té un paper clau en el misteri de Sherlock Holmes El signe dels Quatre, escrita per sir Arthur Conan Doyle. El fort d'Agra apareix caracteritzat en el vídeo musical d'Habibi Da, una destacada cançó de l'artista egipci Hisham Abbas. Shivaji va venir a Agra el 1666, segons el tractat de Purander. Hi va entrar amb Mirza Raja Jaisingh per reunir-se amb Aurangzeb en el Diwan-i-Khas ('rebedor privat'). En l'audiència, se'l col·locà deliberadament darrere homes de menor rang. En sentir-se insultat, va abandonar enutjat l'audiència imperial i va ser confinat a les estances de Jai Sing el 12 de maig de 1666. En témer les masmorres i l'execució, segons una famosa llegenda, es va escapar el 17 d'agost de 1666. En commemoració d'aquest fet, es va alçar una estàtua eqüestre heroica de Shivaji als afores del fort. En el segon paquet del videojoc Age of Empires 3, the Asian Dynasties, el fort d'Agra és una de cinc meravelles per a la civilització índia.

## Galeria

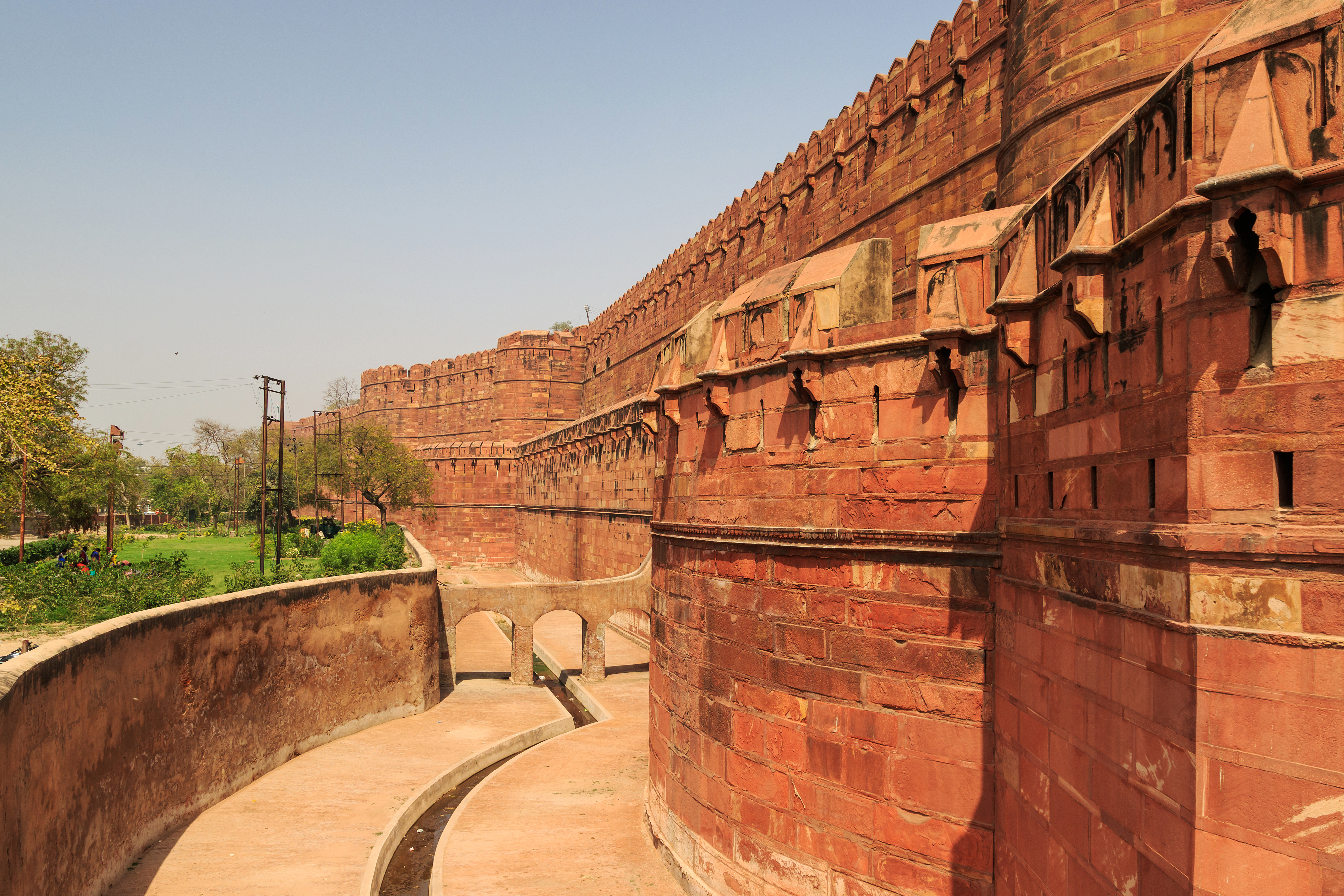
Muralla al voltant del fort vermell d'Agra
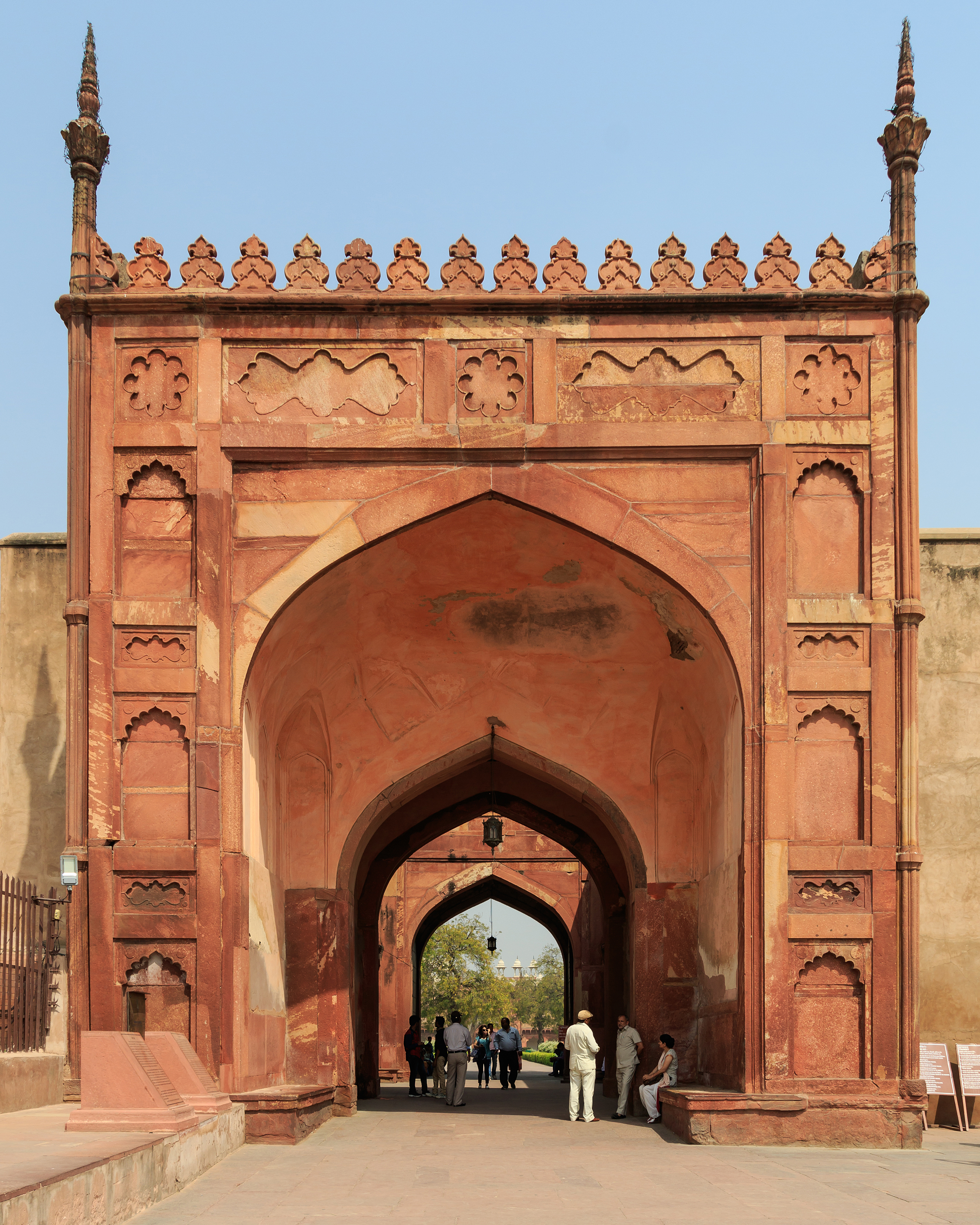
Fort vermell d'Agra
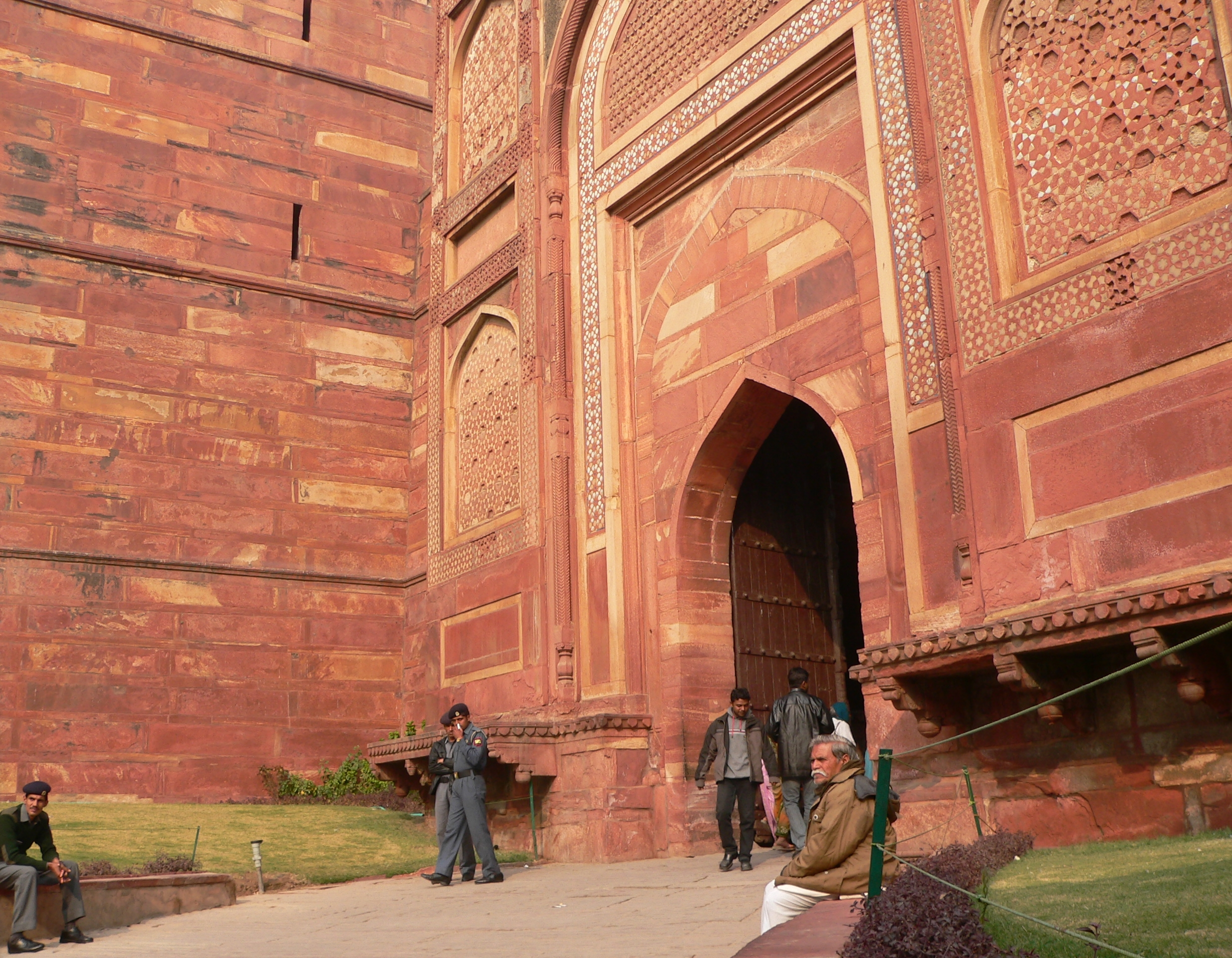
Segona porta del fort.
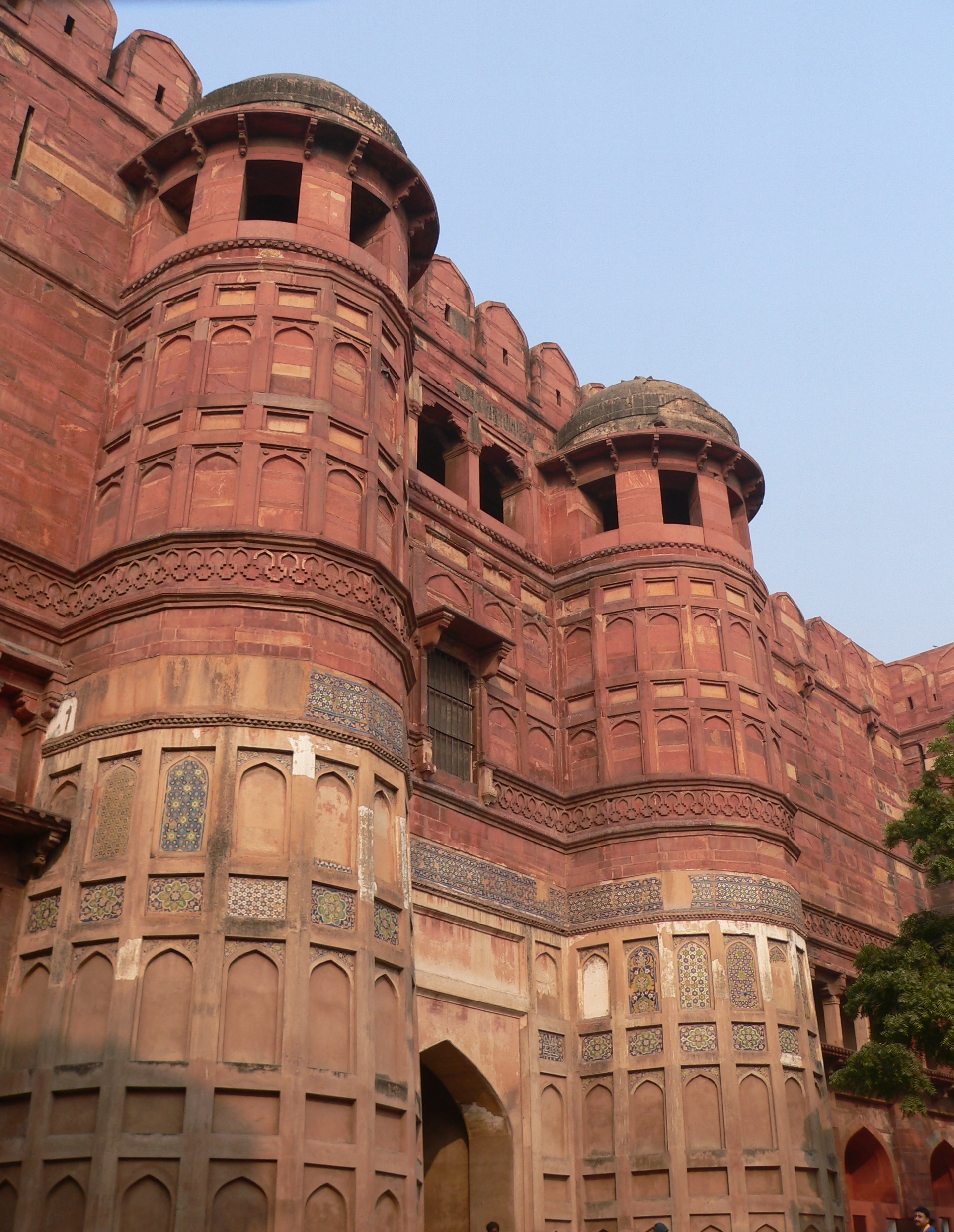
Tercera porta del fort. Darrere, s'hi troba la mesquita